# Grammonota
Grammonota is een geslacht van spinnen uit de familie hangmatspinnen (Linyphiidae).

## Soorten
De volgende soorten zijn bij het geslacht ingedeeld:
- Grammonota angusta Dondale, 1959
- Grammonota barnesi Dondale, 1959
- Grammonota calcarata Bryant, 1948
- Grammonota capitata Emerton, 1924
- Grammonota chamberlini Ivie & Barrows, 1935
- Grammonota coloradensis Dondale, 1959
- Grammonota culebra Müller & Heimer, 1991
- Grammonota dalunda Chickering, 1970
- Grammonota dubia (O. P.-Cambridge, 1898)
- Grammonota electa Bishop & Crosby, 1933
- Grammonota emertoni Bryant, 1940
- Grammonota gentilis Banks, 1898
- Grammonota gigas (Banks, 1896)
- Grammonota innota Chickering, 1970
- Grammonota inornata Emerton, 1882
- Grammonota insana (Banks, 1898)
- Grammonota inusiata Bishop & Crosby, 1933
- Grammonota jamaicensis Dondale, 1959
- Grammonota kincaidi (Banks, 1906)
- Grammonota lutacola Chickering, 1970
- Grammonota maculata Banks, 1896
- Grammonota maritima Emerton, 1925
- Grammonota nigriceps Banks, 1898
- Grammonota nigrifrons Gertsch & Mulaik, 1936
- Grammonota ornata (O. P.-Cambridge, 1875)
- Grammonota pallipes Banks, 1895
- Grammonota pergrata (O. P.-Cambridge, 1894)
- Grammonota pictilis (O. P.-Cambridge, 1875)
- Grammonota salicicola Chamberlin, 1949
- Grammonota samariensis Müller & Heimer, 1991
- Grammonota secata Chickering, 1970
- Grammonota semipallida Emerton, 1919
- Grammonota subarctica Dondale, 1959
- Grammonota suspiciosa Gertsch & Mulaik, 1936
- Grammonota tabuna Chickering, 1970
- Grammonota teresta Chickering, 1970
- Grammonota texana (Banks, 1899)
- Grammonota trivittata Banks, 1895
  - Grammonota trivittata georgiana Chamberlin & Ivie, 1944
- Grammonota vittata Barrows, 1919
- Grammonota zephyra Dondale, 1959